# نايف زويد
نايف زويد، (1990-) لاعب كرة قدم كويتي. ومنذ موسم 2008-2022 وهو يلعب مع نادي السالمية الكويتي ، وفي عام 2022 إنتقل الي نادي القادسية الكويتي ، ثم إنتقل الي نادي التضامن الكويتي عام 2024.